# 小行星9542
小行星9542（9542 Eryan）是一颗绕太阳运转的小行星，为主小行星带小行星。该小行星于1983年10月12日发现。

## 轨道参数
小行星9542的轨道半长轴为2.3987500 UA，离心率为0.117。